# El ángel (film)
El ángel is een Argentijns-Spaanse film uit 2018, geregisseerd door Luis Ortega. De film is gebaseerd op het waargebeurde verhaal van de Argentijnse seriemoordenaar Carlos Robledo Puch, die in Buenos Aires in de jaren zeventig elf mensen doodde.

## Verhaal
Carlos is een zeventienjarige tiener met het gezicht van een engel die niemand kan weerstaan. Hij krijgt alles wat hij wil. Op de middelbare school ontmoet hij Ramón en samen vormen ze een gevaarlijk duo. Ze beginnen aan een reis  van diefstal en leugens. In minder dan een jaar slagen ze erin maar liefst elf moorden te plegen.

## Rolverdeling
| Acteur            | Personage     |
| ----------------- | ------------- |
| Lorenzo Ferro     | Carlos        |
| Cecilia Roth      | Aurora        |
| Luis Gnecco       | Héctor        |
| Malena Villa      | Gemelas       |
| Sofía Inés Torner | Doble Gemelas |
| Chino Darín       | Ramón         |
| Marcelo Cancemi   | Preceptor     |
| Mercedes Morán    | Ana María     |
| Daniel Fanego     | José          |

## Ontvangst

### Recensies
Op Rotten Tomatoes geeft 75% van de 52 recensenten de film een positieve recensie, met een gemiddelde score van 6,62/10. Website Metacritic komt tot een score van 61/100, gebaseerd op 13 recensies, wat staat voor "generally favorable reviews" (over het algemeen gunstige recensies)

### Prijzen en nominaties
De film won 20 prijzen en werd voor 31 andere genomineerd. Een selectie:
| Jaar | Evenement                      | Categorie                | Genomineerde                                 | Resultaat   |
| ---- | ------------------------------ | ------------------------ | -------------------------------------------- | ----------- |
| 2018 | Cannes (71ste editie)          | Prix Un certain regard   | El Ángel                                     | Genomineerd |
| 2018 | Premio Sur (13de editie)       | Beste film               | El ángel                                     | Genomineerd |
| 2018 | Premio Sur (13de editie)       | Beste regisseur          | Luis Ortega                                  | Genomineerd |
| 2018 | Premio Sur (13de editie)       | Beste acteur             | Chino Darín                                  | Genomineerd |
| 2018 | Premio Sur (13de editie)       | Beste mannelijke bijrol  | Daniel Fanego                                | Gewonnen    |
| 2018 | Premio Sur (13de editie)       | Beste vrouwelijke bijrol | Mercedes Morán                               | Gewonnen    |
| 2018 | Premio Sur (13de editie)       | Beste nieuwe acteur      | Lorenzo Ferro                                | Gewonnen    |
| 2018 | Premio Sur (13de editie)       | Beste origineel scenario | Luis Ortega, Rodolfo Palacios, Sergio Olguín | Genomineerd |
| 2018 | Premio Sur (13de editie)       | Beste camerawerk         | Julián Apezteguia                            | Gewonnen    |
| 2018 | Premio Sur (13de editie)       | Beste montage            | Guille Gatti                                 | Genomineerd |
| 2018 | Premio Sur (13de editie)       | Beste artdirector        | Julia Freid                                  | Gewonnen    |
| 2018 | Premio Sur (13de editie)       | Beste kostuums           | Julio Suárez                                 | Gewonnen    |
| 2018 | Premio Sur (13de editie)       | Beste make-up            | Marisa Amenta                                | Gewonnen    |
| 2018 | Premio Sur (13de editie)       | Beste geluid             | José Luis Díaz                               | Genomineerd |
| 2019 | Cóndor de Plata (67ste editie) | Beste film               | El ángel                                     | Gewonnen    |
| 2019 | Cóndor de Plata (67ste editie) | Beste regisseur          | Luis Ortega                                  | Gewonnen    |
| 2019 | Cóndor de Plata (67ste editie) | Beste mannelijke bijrol  | Daniel Fanego                                | Gewonnen    |
| 2019 | Cóndor de Plata (67ste editie) | Beste vrouwelijke bijrol | Cecilia Roth                                 | Genomineerd |
| 2019 | Cóndor de Plata (67ste editie) | Beste vrouwelijke bijrol | Mercedes Morán                               | Genomineerd |
| 2019 | Cóndor de Plata (67ste editie) | Beste nieuwe acteur      | Lorenzo Ferro                                | Gewonnen    |
| 2019 | Cóndor de Plata (67ste editie) | Beste origineel scenario | Rodolfo Palacios, Luis Ortega, Sergio Olguín | Genomineerd |
| 2019 | Cóndor de Plata (67ste editie) | Beste camerawerk         | Julián Apezteguia                            | Gewonnen    |
| 2019 | Cóndor de Plata (67ste editie) | Beste montage            | Guille Gatti                                 | Gewonnen    |
| 2019 | Cóndor de Plata (67ste editie) | Beste artdirector        | Julia Freid                                  | Gewonnen    |
| 2019 | Cóndor de Plata (67ste editie) | Beste kostuums           | Julio Suárez                                 | Gewonnen    |
| 2019 | Cóndor de Plata (67ste editie) | Beste make-up            | Marisa Amenta, Emanuel Miño                  | Gewonnen    |
| 2019 | Cóndor de Plata (67ste editie) | Beste geluid             | José Luis Díaz                               | Gewonnen    |
| 2019 | Cóndor de Plata (67ste editie) | Beste filmmuziek         | Moondog                                      | Genomineerd |